# Вюльен
Вюлье́н (фр. Vulliens) — коммуна в регионе Бруа-Вюлли, что в франкоязычном кантоне Во в Швейцарии.

## География и экономика
Поселение Вюльен находится в горной местности; оно лежит на высоте 708 метров над уровнем моря, на расстоянии 25 километров от административного центра округа, Пайерна. Холмистый ландшафт, включающий в себя и Вюльен, расположен между лесами Жора и верхним течением Бруа. Земельные ресурсы коммуны распределяются в следующих пропорциях: 4 % территории занимают собственно постройки и поселения, 27 % — лес. 68 % — сельскохозяйственные угодья и 1 % — так называемые «непродуктивные территории». Кроме основного поселения, Вюльен, в коммуну входят несколько малых селений (Сепи, Брамафан и проч.) и хуторов.
Основой экономики коммуны остаётся сельское хозяйство, как земледелие, так и выпас скота на горных пастбищах.

## Население
С числом жителей в 516 человек коммуна Вюльен относится к наименьшим в своём роде кантона Во. В связи с постоянным отъездом местных жителей на заработки и эмиграцией начиная с первой половины ХХ столетия, население коммуны постоянно уменьшалось, и вновь начало расти лишь после 1970 года, когда здесь началось строительство комплексов жилых домов для работающих за пределами коммуны. в настоящее время франкоязычные граждане составляют 94,5 % от общего числя жителей, немецкоязычные — 3,4 %, и италоязычные граждане — 0,5 %.

## История
Первое поселение на месте нынешней коммуны появилось ещё во времена Древнего Рима. Впервые письменно упоминается в 1142 году как Wilens (бургундского происхождения). В Средневековье Вюльен составлял феодальное владение, в которое входили также ряд окрестных деревень. Часть его отошла в XII столетии основанному здесь цистерцианскому монастырю Верхнее-Кре. В XIII веке эти земли становятся вассальными Савойе. В 1536 году коммуна, как и территория всего кантона Во, включается в состав Берна и управляется ландфогтами Мудона. С 1798 по 1803 год, во времена Гельветической республики, входил в состав кантона Леман. впоследствии преобразованный в кантон Во.